# Bjergsteds kommun
Bjergsteds kommun var en kommun i Västsjällands amt i Danmark. Kommunen 7 976 invånare (2004) och en yta på 138,62 km². Från 2007 ingår den i Kalundborgs kommun.